# ثلاثي الشعب النصفي
ثلاثي الشعب النصفي (الاسم العلمي: Hemithrinax)، هو جنس من أشجار النخيل متوطن في شرق كوبا. يتألف من ثلاثة أنواع وصنف واحد وكان مدرجًا سابقًا ضمن جنس ثلاثي الشعب
- Hemithrinax compacta (Griseb. & H.Wendl.) M.Gómez - سييرا دي نيبي في هولغوين (مقاطعة)
- Hemithrinax ekmaniana Burret - لاس فيلاس في غرانما (مقاطعة)
- Hemithrinax rivularis León - سييرا دي موا في هولغوين (مقاطعة)
  - Hemithrinax rivularis var. savannarum (León) O.Muñiz - أورينتي وسييرا دي موا في هولغوين (مقاطعة).